# Blaberus scutatus
Blaberus scutatus är en kackerlacksart som beskrevs av Henri Saussure och Leo Zehntner 1894. Blaberus scutatus ingår i släktet Blaberus och familjen jättekackerlackor. Inga underarter finns listade.